# غذای گربه

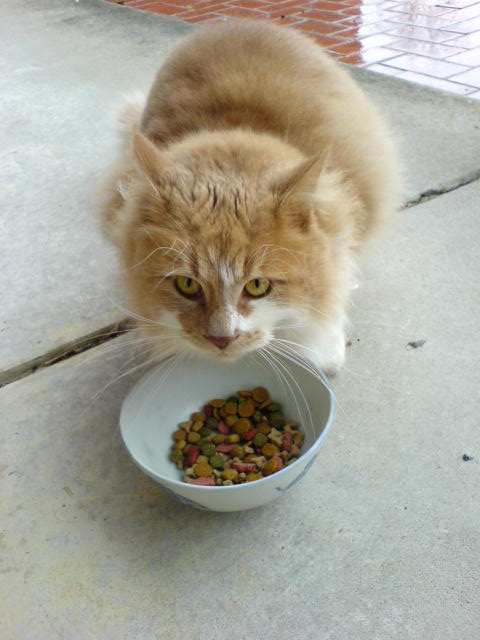
گربه‌ای با یک کاسه غذای پلت شده

غذای گربه، به غذایی گفته می‌شود که برای مصرف گربه تولید شده‌است. گربه‌ها احتیاجات ویژه‌ای از لحاظ مواد مغذّی رژیم غذایی‌شان دارند. برخی مواد مغذی، از جمله خیلی از ویتامینها و اسیدهای آمینه، در دماها و فشارها و عمل‌آوری‌های به‌کار رفته در روشهای تولید کارخانه‌ای، از بین می‌روند و از این‌رو، لازم است که به‌منظور اجتناب از کمبودهای تغذیه‌ای، پس از تولید کارخانه‌ای افزوده شوند.